# Pedagogías alternativas
Se denomina pedagogías alternativas a aquellos modelos educativos que proponen modificar el carácter instruccional base de la educación tradicional predominante, considerando el autoconocimiento como eje del desarrollo integral de cada alumno.
Los modelos educativos alternativos rescatan aportaciones que van desde el naturalismo de Rosseau hasta consolidar posturas actuales de pedagógos y docentes como John Taylor Gatto (2011) quienes consideran que el sistema educativo actual frena la potencialidad creativa de cada niño y niña formado bajo sus premisas. El auge de dichas posturas se observó a principios del Siglo XX y desde hace varias décadas atrás ha retomado fuerza con proyectos que se han denominado como "escuelas sin exámenes", “pedagogía de-colonial","home schooling", "pedagogía liberadora"y "Educación desescolarizada”, por mencionar ejemplos.
Estos modelos pedagógicos alternativos buscan un verdadero desarrollo integral y se concentran en la parte emocional para impulsar el aprendizaje, procurando la construcción de vínculos abanderados por el amor, el respeto y la libertad, y cuyo fin es favorecer un conocimiento socialmente responsable y que se contrapone a la represión emocional que regularmente se fomenta en los espacios de interacción como la escuela y el trabajo. En estas alternativas pedagógicas se contempla al hombre como una célula libre que debe absorber de la sociedad el conocimiento que necesita para su desarrollo de acuerdo a su ritmo particular de aprendizaje.
Algunos ejemplos de pedagogías alternativas son: El proyecto educativo "Inti Huasi" en Colombia, "Estrellas brillantes" en México, "Proyecto Roma" en España y México "Comunidad ALAS" red de padres en todo el mundo que practican home schooling, Escuelas logosóficas en Argentina, Colegios Montessori, Internado Sumerhill en Inglaterra, Escuelas Sudbury en Estados Unidos de América.